# نشانه بیماری (فیلم)
نشانه بیماری (انگلیسی: Symptoms) فیلمی در ژانر ترسناک است که در سال ۱۹۷۴ منتشر شد. از بازیگران آن می‌توان به آنجلا پلزنس و پیتر وان اشاره کرد.